# Craven Cottage
Craven Cottage je fotbalový stadion v londýnské čtvrti Fulham a je domácím stánkem klubu Fulham FC od roku 1896. Kapacita stadionu činí 26 600 sedících diváků.
Na Craven Cottage proběhla rozsáhlá rekonstrukce v letech 2002–2004, protože nesplňoval nové podmínky pro stadiony v Premier League. Přistavěly se úplně nové tribuny za oběma brankami, proběhla také výměna sedaček. Mezitím hrál Fulham své zápasy na nedalekém stadionu Loftus Road, který je domovem ligového klubu Queens Park Rangers FC.
Stadion se nachází nedaleko Bishopova parku na břehu Temže. Crave Cottage byl dříve královskou loveckou chatou a jeho historie sahá více než 300 let do minulosti. Stadion je také ojediněle používán k domácím zápasům Irské a Australské fotbalové reprezentace z důvodů početného zastoupení těchto národů v Anglii, zejména v Londýně. 26. května 2011 se zde konalo finále Ligy Mistryň.